# طرخشقون صغير الثمار
طرخشقون صغير الثمار (باللاتينية: Taraxacum microcarpum) هو نوع نباتي يتبع جنس الطرخشقون من القبيلة الشيكورية.